# FK Pardubice 1899
FK Pardubice 1899 was een Tsjechische voetbalclub uit Pardubice. De club is in 1925 opgericht als SK Explosia Semtin. De club heeft momenteel geen eerste elftal. De club moet niet verward worden met FK Pardubice een andere club uit Pardubice. De toevoeging "1899" in de naam van de club is een verwijzing naar de reeds opgeheven club SK Pardubice. In 2017 vertrokken alle spelers naar Sokol Rosice nad Labem waarmee de club ophield te bestaan.

## Naamswijzigingen
- 1925 – Opgericht als SK Explosia Semtín
- 1948 – DSO Synthesia Semtín Pardubice
- 1950 – TJ Chemik Semtín Pardubice
- 1953 – TJ Jiskra Semtín Pardubice
- 1958 – fusie met DSO Jiskra Rybitví → TJ VCHZ Pardubice
- 1961 – fusie met VTJ Dukla Pardubice
- 1990 – TJ Synthesia Pardubice
- 1993 – SK Pardubice
- 1999 – FK Pardubice 1899 (Fotbalový klub Pardubice 1899)